# オコエ瑠偉
オコエ 瑠偉（オコエ るい、Louis Okoye、1997年7月21日 - ）は、東京都東村山市出身のプロ野球選手（外野手）。右投右打。読売ジャイアンツ所属。
実妹はプロバスケットボール選手のオコエ桃仁花。2022年に実施された現役ドラフトで選ばれた初の選手の1人でもある。

## 経歴

### 生い立ち
ナイジェリア人の父と、日本人の母との間に出生。生後7か月で歩けるようになり、6歳の時に近所の住人に誘われ野球を始める。
秋津東小では1年から軟式の東村山ドリームに所属。6年生の時に「3番・捕手」として都大会優勝、関東大会3位。読売ジャイアンツジュニアのコーチの勧めで外野手に転向しNPB12球団ジュニアトーナメントに出場。準決勝で上野翔太郎擁する中日ドラゴンズジュニアに勝利したが決勝でソフトバンクホークスジュニアに敗れ準優勝した。
東村山第六中では硬式の東村山シニアに所属。2年の春大腿骨頭すべり症を発症し、3年の春休みの手術まで1年近く治療にかかるなど選手生命の危機に遭ったが、5月4日の西東京都支部春季大会・羽村戦に「8番・右翼手」で出場、初本塁打を打ちレギュラーとなった。

### 高校時代
関東第一高校への入学後は、1年の冬に「意識がガラッと変わった」と語っている。2年春の第86回選抜高等学校野球大会ではベンチ入りメンバーから外されたが、2年春の都大会では背番号18でベンチ入りし、3回戦東京実業高校戦に途中交代で公式戦初出場し同点適時二塁打を含む2安打1打点1盗塁と活躍し、逆転サヨナラ勝ちに貢献。続く4回戦國學院久我山高校戦に「1番・中堅手」で初スタメンに抜擢され、いきなり高校1号となる初回先頭打者本塁打を打ち、第2打席の死球で出塁後に二盗、三盗と活躍。チームは関東大会準決勝まで勝ち進んだ。
2年夏の甲子園東東京都大会は準決勝で帝京高校に敗れたが、高校6号を打つなど活躍し、22打数12安打1本塁打5打点1盗塁、打率.545を記録。2年秋は選抜に出場した二松學舍大附属高校に都大会準決勝で敗れたが、プロに注目される存在になった。
3年春は都大会準々決勝の清宮幸太郎擁する早稲田実業戦では2安打2打点3盗塁を記録し勝利したが、準決勝では日大三高に敗れた。3年夏は25打数11安打1本塁打6打点6盗塁、打率.440の記録を残し東東京都大会を制した。決勝では中堅手前の打球を二塁打にするプレーも見せた。100周年記念となった第97回全国高等学校野球選手権大会では大会の目玉として注目され、初戦の高岡商業戦で初回に一塁強襲のヒットを二塁打にし、3回にも1イニング2本の三塁打を記録した。1イニング2本の三塁打は49年ぶり2人目の記録。続く3回戦の上野翔太郎擁する中京大中京高校戦では初回満塁のピンチに抜けようかという当たりを、快足を飛ばしキャッチするスーパープレーを見せ、準々決勝の興南高校戦では9回二死から2年生エース比屋根雅也から決勝2点本塁打を打ち、準決勝では優勝した吉田凌、小笠原慎之介擁する東海大相模高校に敗れたが、随所に印象に残る活躍をした。甲子園では18打数6安打1本塁打6打点、打率.333の成績を残した。高校通算では3年春まで19本から、37本塁打に量産した。
3年夏の選手権大会後に日本国内で開かれたWBSC U-18ワールドカップにも、日本代表のメンバーとして出場。予選のアメリカ戦で牽制球の失策の間に二塁から本塁に生還、カナダ戦で投手強襲安打を二塁打にするプレーを見せ、決勝のアメリカ戦初回には好守を見せたが、チームは準優勝に終わった。33打数12安打7打点4盗塁、打率.364を記録し、最優秀守備選手に選出された。高校通算37本塁打。
2015年のNPBドラフト会議で、東北楽天ゴールデンイーグルスが1巡目で指名。U-18ワールドカップ日本代表でのチームメイトである平沢大河（仙台育英高校）の交渉権を逃した後の再指名ながら、ドラフト会議の1巡目で野手の交渉権を獲得した事例は楽天球団史上初めてであった。結局、契約金8000万円、年俸1200万円（金額は推定）という条件で入団。入団会見でトリプルスリーの達成を目標に挙げ、トリプルスリーの条件である「3（割）+3（0本塁打）+3（0盗塁）」という意味を込めて、同年にトリプルスリーを達成した柳田悠岐と同じ背番号9を着用することになった。担当スカウトは後関昌彦。なお、翌年3月8日に関東一高で催された卒業式では、同校の卒業生で初めて特別功労賞を授与されている。

### 楽天時代
2016年は、高卒の新人野手としては球団史上初めて、春季キャンプを一軍でスタート。オープン戦で23打数4安打（打率.174）ながら4打点を挙げたことが評価され、球団史上初かつ同年の高卒新人選手では唯一の開幕一軍入りを果たした。3月25日に福岡ソフトバンクホークスとの開幕戦（楽天koboスタジアム）で、代走として一軍公式戦にデビュー。同じく代走から出場した翌26日の同カードでは、延長10回裏のプロ初打席で四球を選ぶと、プロ初盗塁を決めた。高卒の新人選手がNPBの一軍公式戦開幕カードでプロ初盗塁を決めたのは、1952年に中西太が開幕第2戦で記録して以来64年ぶりで、ドラフト会議での指名を経た1966年以降の高卒新人選手としては最も早かった。4月3日の埼玉西武ライオンズ戦（楽天koboスタジアム）で初めてスタメンに起用されたが、開幕後は11試合の出場で7打数0安打に終わり、一軍の野手陣に故障が相次いだことから4月14日に出場選手登録を抹消された。セ・パ交流戦直前の5月29日に再登録を果たすと、交流戦期間中から中堅手としてスタメンに定着した。セ・パ交流戦では、開幕カードの阪神タイガース戦（コボスタ宮城）で一軍初安打（5月31日）・一軍初打点（6月1日）、6月11日の広島東洋カープ戦（MAZDA Zoom-Zoom スタジアム広島）でNPB高卒新人選手17年ぶりの猛打賞を記録。6月18日の対横浜DeNAベイスターズ戦（横浜スタジアム）では、同じ新人の今永昇太から一軍初本塁打を打った。楽天の高卒新人選手による一軍公式戦での本塁打は初であった。また、交流戦の通算安打数は15本で、大谷翔平が2013年に達成した高卒新人記録を更新した。7月14日のフレッシュオールスターゲーム（倉敷マスカットスタジアム）では、イースタン・リーグ選抜の「1番・中堅手」としてフル出場。5打数3安打1打点1盗塁の活躍で、優秀選手賞を受賞した。一軍では7月半ば頃からはスタメンに起用される機会が減少し、「良くなっているのは事実だが、一軍では出場機会が限られるので、長い目で見ると崖から突き落とした方が良いのではないか」という一軍監督・梨田昌孝の意向で、8月4日に出場選手登録を再び抹消されると、一軍へ復帰しないままシーズンを終えた。一軍公式戦には通算51試合の出場で、打率.185、1本塁打、6打点を記録、イースタン・リーグの公式戦には、通算で54試合に出場。打率.222、5本塁打、24打点、14盗塁を記録した。シーズン終了直後の10月25日には、NPBの12球団に所属する選手で最初に契約を更改した。更改後には台湾でのアジア・ウィンター・リーグにNPBイースタン・リーグ選抜の一員として参加したが、親知らずの悪化を理由に、リーグ戦の途中で日本へ帰国した。
2017年は、前年に続いて春季一軍キャンプへの参加が内定していたが、キャンプイン前日の1月31日に胃腸炎を発症。さらに、キャンプ2日目（2月2日）に右手薬指の痛みと違和感を訴えたため、一軍キャンプを離脱した。後の検査で、右手薬指付け根付近の靱帯や骨の損傷によって、全治に2-3か月を要することが判明。キャンプ期間中に患部の縫合手術を受けると、リハビリを経て、6月中旬のイースタン・リーグ公式戦から実戦へ復帰した。8月4日の対ロッテ戦（Koboパーク宮城）で、「9番・右翼手」として、スタメンで1年ぶりに一軍公式戦へ出場。翌5日の同カードから12日の対オリックス戦（京セラドーム大阪）まで6試合連続で安打を打ち、このうちの3試合で複数安打を記録した。さらに、8月23日の対ロッテ戦（ZOZOマリンスタジアム）で一軍公式戦におけるシーズン初本塁打（詳細後述）を打つと、翌24日の同カードから1番打者に定着。8月26日の対日本ハム戦では9回裏に増井浩俊から本拠地でのプロ入り後初本塁打、同月31日の対西武戦（いずれもKoboパーク宮城）では1回裏に菊池雄星が投じた初球でプロ入り後初の先頭打者本塁打を記録した。レギュラーシーズン全体では、一軍公式戦41試合に出場。開幕に出遅れながらも、打席数（141）・本塁打数（3）・盗塁数（5）がいずれも前年を上回ったほか、打率.300を記録した。チームのレギュラーシーズン3位で臨んだクライマックスシリーズ（CS）では、西武とのファーストステージ（メットライフドーム）で1試合、ソフトバンクとのファイナルステージ（福岡ヤフオク!ドーム）で3試合に出場。ファーストステージ第1戦（10月14日）とファイナルステージ第1戦（10月18日）にスタメンで起用。「7番・指名打者」として出場した後者の試合では、7回表の第3打席でポストシーズン初安打を記録した。チームは日本シリーズへの進出を逃したものの、CS終了後に日本代表として参加した第1回アジア プロ野球チャンピオンシップ（APBC）では、代表チームでありながらプロ入り後初めての優勝を経験した。APBC決勝3日後の11月23日からは、メキシコのウィンターリーグであるリーガ・メヒカーナ・デル・パシフィコに参加した。カニェロス・デ・ロス・モチスに派遣されたが、「1番・中堅手」としてスタメンに起用された11月28日のリーグ戦で、3打席連続三振を喫した末に試合途中で交代。以降の試合でも出場の機会がなく、練習の時間も十分に確保できなかったため、「自分のプラスになることはあったが、何もかも（参加前の想定と）違っていたので、日本でしっかり練習したい」との意向から、当初の予定より早く日本へ帰国した。
2018年は、開幕一軍入りを逃したものの、島内宏明が故障した4月中旬から一軍に昇格。しかし、自身も5月に右太腿裏を痛めたため、長期の戦線離脱を余儀なくされた。さらに、自身と入れ替わる格好で一軍に昇格した田中和基が、外野レギュラー陣の一角に定着。9月に一軍へ再び昇格してからは、ポストシーズン進出の可能性がほぼ無くなっていたチーム事情を背景に、積極的に起用された。一軍公式戦では通算44試合の出場で、打率.198、2本塁打、6打点、2盗塁と低迷。シーズン終了後の契約交渉では、プロ入り後初めて球団から減俸提示を受けた末に、推定年俸1200万円（前年から200万円減）という条件で契約を更改した。この年には外野手のオコエ・ディクソンが入団していたが、登録名に苗字の「ディクソン」を使用したため、自身は「オコエ」名義での登録を継続した。
2019年は、春季キャンプにて新人の辰己涼介とのポジション争いを演じ、打撃面での改良によって、オープン戦で好成績を残したことから、3年ぶりに開幕一軍入りを果たした。一軍の開幕戦であった3月29日の対ロッテ戦（ZOZOマリン）では、「9番・右翼手」として開幕戦のスタメンに初めて名を連ねた。5月までは右翼手のレギュラーに定着していたが、辰巳の台頭や自身の打撃不振などで出場機会が減少。6月中旬からは「代走も守備（固め）も仕事の一つだが、外野のスターターへの挑戦権をもう一度得て欲しい」という監督の平石洋介の方針で、二軍での再調整となった。「1番・中堅手」として先発出場した8月31日のイースタン・リーグの対西武戦（西武第二球場）では、1回表に内海哲也から先頭打者本塁打を打つと、リーグ史上10人目、楽天の選手としては一軍を含めても公式戦で初めてのサイクル安打を達成した。チームがロッテとの間でCSへの進出を争っていた9月に一軍へ復帰すると、レギュラーシーズン3位で臨んだCSにも2年ぶりに出場。「9番・中堅手」としてスタメンに抜擢されたソフトバンクとのCSファーストステージ第1戦（10月5日・福岡ヤフオク!ドーム）では、3回表の第2打席で千賀滉大が内角の高めに投じた初球（151km/hのストレート）を強引に振り切った結果、CSとしては自身初の本塁打を記録した。同月7日の第3戦でチームのステージ敗退が確定してからは、フェニックスリーグに合流。リーグ終了後の12月6日には、背番号を4に変更することが球団から発表された。
2020年は、プロ入り後初めて一軍公式戦への出場機会がなく、イースタン・リーグの公式戦でも27試合の出場で打率.269、0本塁打、5打点、3盗塁にとどまった。シーズン終了後の12月25日に、チームの選手では最も遅く、推定年俸1000万円（前年から200万円減）という条件で契約を更改。ゼネラルマネジャーとして契約交渉に立ち会った石井一久（2021年シーズンから一軍の監督を兼務）からは、「考えがまだ甘く、自己評価が高過ぎる。そろそろ（自力で一軍に）出てこないと、野球人生が苦しくなってくる」と苦言を呈された。
2021年は、春季キャンプへ参加せず、キャンプ終了直後の2月26日に左手首手術（TFCC縫合術）を受けた。手術個所のリハビリなどで4か月を費やしたが、レギュラーシーズン中盤の6月30日に、イースタン・リーグの対東京ヤクルトスワローズ戦で代走から実戦に復帰。8月13日の対西武戦（メットライフドーム）に「7番・中堅手」としてスタメンで一軍の公式戦へ2年ぶりに出場すると、2回表の第1打席で決勝の適時打を放った。その後は外野手のレギュラーに定着していたが、10月14日の対ソフトバンク戦（楽天生命パーク）で3点リードの8回表二死満塁から柳田悠岐が放ったゴロ（公式記録では適時打）を中堅手として処理した直後に、送球先への迷いから中途半端な返球によって全ての走者が本塁へ生還。このプレー（公式記録では「オコエのフィルダースチョイスと悪送球による失策」）からチームが逆転負けを喫したことを受けて、チームがパ・リーグ優勝争いの一角でレギュラーシーズンの公式戦を10試合残しているにもかかわらず、翌15日付で出場選手登録を抹消された。シーズン終了後の11月22日に現状維持となる推定年俸1000万円で契約を更改すると、11月30日に左膝関節軟骨欠損症の自家軟骨移植術を受けた。
2022年は、前年に受けた手術からのリハビリのため一軍昇格が8月19日と大きく出遅れた。昇格後は6試合に出場したが、打率.200（25打数5安打）、0本塁打、0打点という成績に終わり、9月1日に出場選手登録を抹消されると、再昇格することなくシーズンを終えた。11月25日に契約を更改した。

### 巨人時代
12月9日に初めて実施された現役ドラフトで読売ジャイアンツから指名され、19日付で移籍した。背番号は50。
2023年は3月31日の中日戦に「1番・左翼手」で開幕先発出場。4月9日の広島戦で移籍後初本塁打を先頭打者本塁打で放った。11日の阪神戦では、3安打で2打点を挙げ、移籍後初の猛打賞とお立ち台に立った。26日にはプロ入り後初めて甲子園で公式戦先発出場し、初回の第1打席からヒットを放ち、この球場では初安打・初打点・初得点（5打数2安打1打点2得点）となった。高校野球以来の球場の雰囲気に「やっぱり（甲子園は）言葉にできない独特な感じがある」と話した。シーズンオフに、350万円増となる推定年俸1200万円で契約を更改した。
2024年は開幕二軍スタートになるも、二軍9試合で打率.393と好調を維持すると4月3日に一軍登録された。9月7日のDeNA戦（東京ドーム）では、同点で迎えた延長12回裏二死から自身初のサヨナラ打となるソロ本塁打を記録した。キャリアハイとなる68試合に出場し、オフには倍増となる推定年俸2400万円で契約を更改した。
2025年はオープン戦で結果を残し、開幕一軍入りするも、打撃不振で4月18日に登録を抹消された。5月2日に右肘の関節鏡視下遊離体摘出術を受け、競技復帰まで2か月との診断を受けた。直後の5月8日、違法性のあるオンラインカジノを利用していたとして増田大輝とともに書類送検されたと報道され、後日球団もこれを認めた。NPBが求めていた自主的な申告によるものであった。「楽天時代の先輩がやっているのを見て始めた」と語っている。6月26日、東京地検はオコエと増田を不起訴処分とした。
診断よりも非常に早い回復を見せ、5月末までには二軍で実戦復帰し、交流戦初戦の6月4日に一軍に復帰した。

## 選手としての特徴
高校時代に「走攻守すべてに積極性があり、冷静さもある」、「足と肩はプロでもトップレベル」とスカウトから評価された。目標とする選手は、走塁では鈴木尚広、打撃では中田翔・山田哲人、守備では新庄剛志・イチローと語っている。

### 打撃
スイングスピード157km/hを記録する。プロ入り後は、カウントが追い込まれてからは、ノーステップに変更してタイミングを合わせている

### 守備・走塁
中指部分に人差し指を出す穴がある特注グラブと、マジックテープのサイズ30センチメートルの特注スパイクを使用する。遠投120メートルの強肩と2.0以上の視力を持っている。
50メートル走5秒96（赤外線計測器による数値）の俊足で、歩数は二盗時に他の高校球児が13～15歩のところ10歩、スピードに乗った状態なら塁間を8歩で走る。打ってから一塁までが3秒97、二塁までが7秒53、三塁までが10秒75である。

## 人物
名前の「瑠偉」は、「サッカー選手になってほしい」という父親の願いから、ラモス瑠偉にちなんで付けられた。英語表記の「Louis」は、高級ファッションブランドであるルイ・ヴィトンのうち、「ルイ」のフランス語表記に由来している。
2020年まで投手として千葉ロッテマリーンズに在籍していた内竜也は母方の親戚（はとこおじ）で、オコエの幼少期から互いに面識があるため、オコエがプロ野球選手を目指すきっかけになったという。2017年8月23日の対ロッテ戦では、プロ入り後初めて内と対戦すると、内が投じた初球で本塁打を打っている（前述）。
小学生時代は地元東村山市に近い埼玉西武ライオンズのファンクラブに入っていた。
中学時代はゴルフ部に所属し、ベストスコアは100を切るくらいだという。
湘南乃風の『SHOW TIME』でカラオケ全国1位を取ったほど歌がうまく、楽天の新入団選手発表会では、同期の茂木栄五郎から促されて球団歌の『羽ばたけ楽天イーグルス』を披露した。
楽天入団後初の契約更改に臨んだ直後には、「限られた人しかできなさそう」との理由で、「月面の土地を購入すること」を将来の夢に挙げた。

## 詳細情報

### 年度別打撃成績
| 年 度     | 球 団     | 試 合 | 打 席 | 打 数 | 得 点 | 安 打 | 二 塁 打 | 三 塁 打 | 本 塁 打 | 塁 打 | 打 点 | 盗 塁 | 盗 塁 死 | 犠 打 | 犠 飛 | 四 球 | 敬 遠 | 死 球 | 三 振 | 併 殺 打 | 打 率 | 出 塁 率 | 長 打 率 | O P S |
| --------- | --------- | ----- | ----- | ----- | ----- | ----- | -------- | -------- | -------- | ----- | ----- | ----- | -------- | ----- | ----- | ----- | ----- | ----- | ----- | -------- | ----- | -------- | -------- | ----- |
| 2016      | 楽天      | 51    | 130   | 119   | 14    | 22    | 6        | 2        | 1        | 35    | 6     | 4     | 4        | 1     | 2     | 6     | 0     | 2     | 27    | 1        | .185  | .233     | .294     | .527  |
| 2017      | 楽天      | 41    | 141   | 130   | 21    | 39    | 17       | 0        | 3        | 65    | 11    | 5     | 2        | 5     | 0     | 3     | 0     | 3     | 38    | 3        | .300  | .331     | .500     | .831  |
| 2018      | 楽天      | 44    | 117   | 111   | 13    | 22    | 7        | 1        | 2        | 37    | 6     | 2     | 3        | 3     | 0     | 2     | 0     | 1     | 23    | 3        | .198  | .219     | .333     | .553  |
| 2019      | 楽天      | 52    | 122   | 110   | 12    | 20    | 4        | 0        | 3        | 33    | 15    | 5     | 1        | 2     | 1     | 6     | 0     | 3     | 29    | 3        | .182  | .242     | .300     | .542  |
| 2021      | 楽天      | 42    | 110   | 94    | 7     | 21    | 1        | 0        | 0        | 22    | 6     | 3     | 0        | 7     | 0     | 8     | 0     | 1     | 21    | 1        | .223  | .291     | .234     | .525  |
| 2022      | 楽天      | 6     | 25    | 25    | 2     | 5     | 0        | 0        | 0        | 5     | 0     | 1     | 0        | 0     | 0     | 0     | 0     | 0     | 8     | 0        | .200  | .200     | .200     | .400  |
| 2023      | 巨人      | 41    | 127   | 119   | 11    | 28    | 7        | 0        | 2        | 41    | 6     | 1     | 1        | 1     | 0     | 5     | 0     | 2     | 35    | 1        | .235  | .278     | .345     | .622  |
| 2024      | 巨人      | 68    | 157   | 138   | 16    | 36    | 9        | 0        | 3        | 54    | 13    | 4     | 0        | 8     | 1     | 9     | 0     | 1     | 35    | 3        | .261  | .309     | .391     | .700  |
| 通算：8年 | 通算：8年 | 345   | 929   | 846   | 96    | 193   | 51       | 3        | 14       | 292   | 63    | 25    | 11       | 27    | 4     | 39    | 0     | 13    | 216   | 15       | .228  | .272     | .345     | .617  |

- 2024年度シーズン終了時

### 年度別守備成績
| 年 度 | 球 団 | 外野  | 外野  | 外野  | 外野  | 外野  | 外野     |
| 年 度 | 球 団 | 試 合 | 刺 殺 | 補 殺 | 失 策 | 併 殺 | 守 備 率 |
| ----- | ----- | ----- | ----- | ----- | ----- | ----- | -------- |
| 2016  | 楽天  | 45    | 84    | 1     | 0     | 0     | 1.000    |
| 2017  | 楽天  | 41    | 73    | 0     | 1     | 0     | .986     |
| 2018  | 楽天  | 41    | 74    | 1     | 1     | 0     | .987     |
| 2019  | 楽天  | 49    | 70    | 1     | 0     | 0     | 1.000    |
| 2021  | 楽天  | 39    | 58    | 1     | 1     | 1     | .983     |
| 2022  | 楽天  | 6     | 17    | 0     | 0     | 0     | 1.000    |
| 2023  | 巨人  | 36    | 52    | 0     | 0     | 0     | 1.000    |
| 2024  | 巨人  | 56    | 80    | 2     | 1     | 0     | .988     |
| 通算  | 通算  | 313   | 508   | 6     | 4     | 1     | .992     |

- 2024年度シーズン終了時

### 表彰
NPB
- スカパー! サヨナラ賞：1回（2024年9・10月[118]）
- フレッシュオールスターゲーム優秀選手賞：1回（2016年）
- イースタン・リーグ特別表彰（2019年） ※サイクル安打達成[119][120]

アマチュア時代
- WBSC U-18ワールドカップ最優秀守備選手：1回（2015年）

### 記録
初記録
- 初出場：2016年3月25日、対福岡ソフトバンクホークス1回戦（楽天Koboスタジアム宮城）、7回裏にジョニー・ゴームズの代走で出場
- 初打席：2016年3月26日、対福岡ソフトバンクホークス2回戦（楽天Koboスタジアム宮城）、10回裏にエディソン・バリオスから四球
- 初盗塁：同上、10回裏に二盗（投手：エディソン・バリオス、捕手：鶴岡慎也）
- 初三振：2016年3月27日、対福岡ソフトバンクホークス3回戦（楽天Koboスタジアム宮城）、10回裏に飯田優也から三振
- 初先発出場：2016年4月3日、対埼玉西武ライオンズ3回戦（楽天Koboスタジアム宮城）、「2番・中堅手」で先発出場
- 初得点：2016年4月5日、対オリックス・バファローズ1回戦（京セラドーム大阪）、8回表に後藤光尊の3ランで得点
- 初安打：2016年5月31日、対阪神タイガース1回戦（楽天Koboスタジアム宮城）、7回裏に榎田大樹から右前安打
- 初打点・初二塁打：2016年6月1日、対阪神タイガース2回戦（楽天Koboスタジアム宮城）、4回裏に青柳晃洋から中前適時二塁打
- 初三塁打：2016年6月7日、対東京ヤクルトスワローズ1回戦（郡山総合運動場開成山野球場）、2回裏にカイル・デイビーズから右中間適時三塁打
- 初本塁打：2016年6月18日、対横浜DeNAベイスターズ2回戦（横浜スタジアム）、3回表に今永昇太から左中間越ソロ

### 背番号
- 9（2016年[36] - 2019年）
- 4（2020年[78] - 2022年）
- 50（2023年[90] - ）

### 登場曲
- 「The Next Episode（英語版）」ドクター・ドレー（2016年）[121]

### 代表歴
- 2015 WBSC U-18ワールドカップ 日本代表
- 2017 アジア プロ野球チャンピオンシップ 日本代表